# Боґунево
Боґунево (пол. Boguniewo) — село в Польщі, у гміні Роґозьно Оборницького повіту Великопольського воєводства.
Населення — 251 особа (2011).
У 1975-1998 роках село належало до Пільського воєводства.

## Демографія
Демографічна структура станом на 31 березня 2011 року:
|          | Загалом | Допрацездатний вік | Працездатний вік | Постпрацездатний вік |
| -------- | ------- | ------------------ | ---------------- | -------------------- |
| Чоловіки | 127     | 27                 | 91               | 9                    |
| Жінки    | 124     | 22                 | 84               | 18                   |
| Разом    | 251     | 49                 | 175              | 27                   |